# Modelo solar padrão
O modelo solar padrão (SSM) é considerado na atualidade o melhor modelo físico do Sol, que utiliza leis e equações da física no Sol, esta considerada simplesmente uma esfera perfeitamente simétrica de plasma, composta primariamente de hidrogênio. Este modelo é importante em teorias de evolução estelar, visto que vários dados medidos pelo modelo solar padrão, tais como idade, composição, raio e luminosidade já são conhecidos com relativa precisão (fornecidos através de outras medidas). A abundância de hélio pode ser estimada com relativa precisão utilizando o modelo solar padrão.